# Mahmud Sulajman al-Maghribi
Mahmud Sulajman al-Maghribi, arab. ‏محمود سليمان المغربي‎ (ur. 29 listopada 1935, zm. 17 lipca 2009) – polityk libijski, od 8 września 1969 do 16 stycznia 1970 premier Libii.